# Ramal A2 del Ferrocarril Belgrano
El Ramal A2 pertenece al Ferrocarril General Belgrano, Argentina.

## Ubicación
Se halla en las provincias de Córdoba, La Rioja y San Juan.

## Características
Es un ramal de la red de vía estrecha del Ferrocarril General Belgrano, cuya extensión es de 363 km entre las cabeceras Serrezuela y San Juan.

## Historia
El ramal fue habilitado el 7 de agosto de 1910. Los servicios de pasajeros fueron clausurados en la década de 1980.

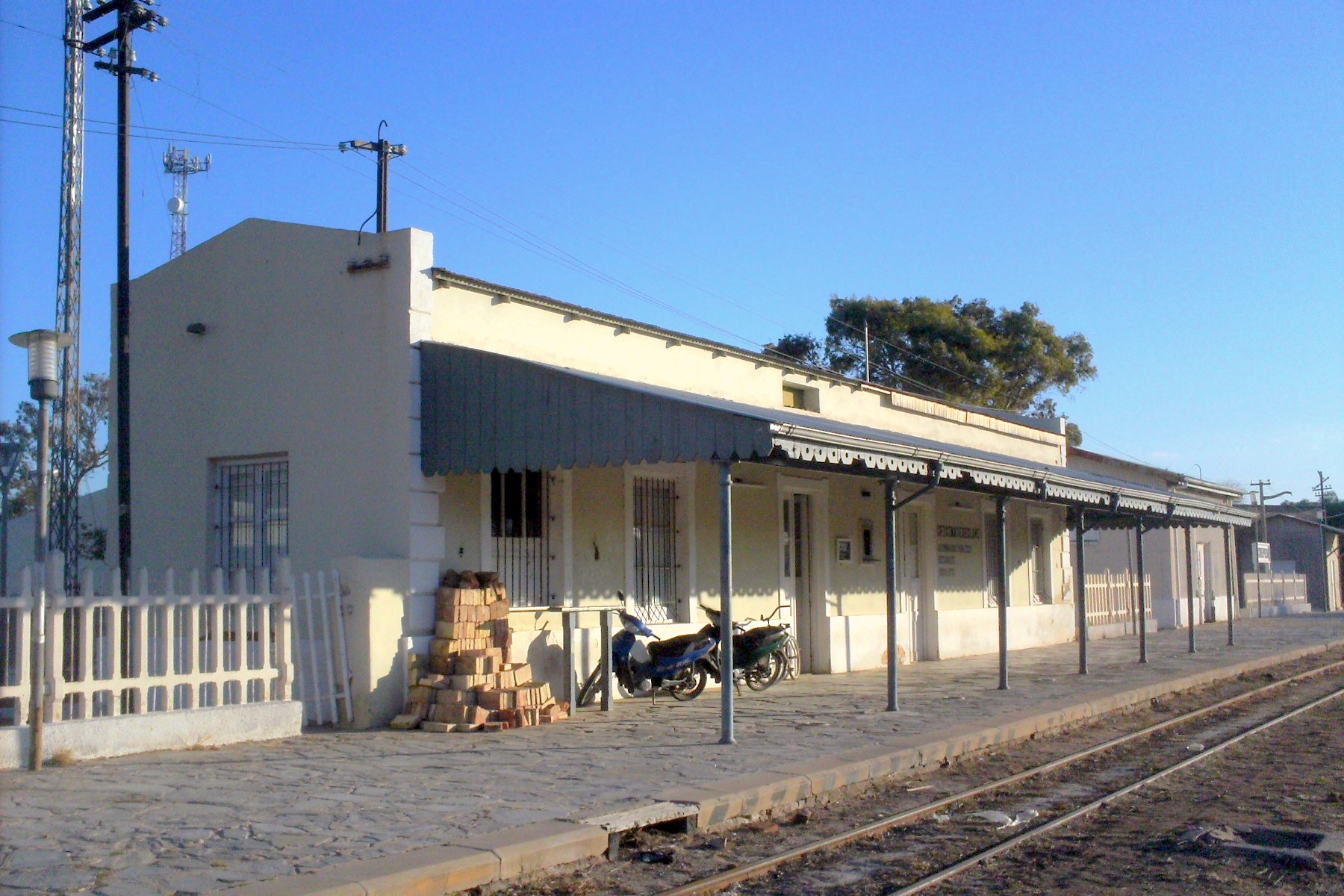
Frente a las vías de la estación Chepes